# Burgaszi-tó
A Burgaszi-tó (bolgárul: Бургаско езеро) Bulgária legnagyobb természetes tava. Burgasz városának központjától keletre található. 1942-ig a Vaja (bolgár Вая) nevet viselte. A tó a Fekete-tengerben a Burgaszi-öböl nyugati végében kialakult limán, A vándormadarak keleti, észak-déli vonulási útvonalán, illetve az ókori Via Pontica mentén fekszik, amiatt fontos természetvédelmi terület, 2002 óta pedig rámszari terület.

## Földrajza
A tó hossza 9,6 kilométer, szélessége 4,5 kilométer. A tó vízfelülete 27,6 négyzetkilométer. A Burgaszi-tó igen sekély, átlagos mélysége 0,7 méter, maximális mélysége pedig 1 méter. A Burgaszi-tavat a Fekete-tengertől keletre a keskeny Kumluka-turzás választja el, amelyen a déli ipari övezet egy része, valamint Burgasz Pobeda és Akaziite városrészei találhatók. A déli részen a korábbi évszázadokban a Mandrenszkói-tóval volt összeköttetésben, amely mára a városfejlesztésn miatt megszűnt. Ma a Burgaszi-tó egy csatornával van összekötve a Fekete-tengerrel, amelynek végén zsilip található. A tótól délre fekszik Gorno Ezerovo városrész. A tó északi részén Dolno Ezerovo és Szlavikov városrészekkel határos.
A nyugati részbe a Lijtoska, a Szandardere és a Csukarszka folyók ömlenek. A vize enyhén sós brakkvíz, sótartalma 4-11‰. A tó partját zöld nádas gyűrű veszi körül. Ezen a részen hoztak létre először természetvédelmi területet, amely ma már az egész tavat magában foglalja. A Burgaszi-tó biodiverzitása igen magas, 23 hal-, 60 gerinctelen- és 254 madárfaj él itt, amelyek közül 61 veszélyeztetett Bulgáriában és 9 a világon.

## Története
A Burgaszi-tó a pliocén végén keletkezett, és típusát tekintve tengeri limán. A jégkorszak utáni időszakban a tengerszint emelkedése miatt alakult ki, ami a folyótorkolatok elárasztásához és egy öböl kialakulásához vezetett. A tengerszint visszahúzódásával a késő középkor végén a Burgaszi-öböl legnyugatibb részének nagy részét a Russzokasztre, a Mandrenszka és más kisebb folyók lerakódásai elárasztották. Ezek a mocsarak folyók vizének legkisebb beáramlásakor vagy a keleti tengeri szél esetén járhatatlanná váltak.
A mocsarak kiszárítása és a beléjük ömlő folyók vizének visszatartása 1921-ben kezdődött. A Jazekli-mocsár-csatornagyűrűjének kiásása 1928-ig tartott a menekültkölcsönből származó pénzeszközökkel. Minden csatorna 700 000 köbméter föld kiásásával készült, továbbá két vasbeton hidat és egy automata zsilopet építettek. Összesen a két mocsár kiszárításával az állam 28 000 000 levát költött, és sikerült 22 500 hektárnyi területet részben kiszárítan. 1946-ban a Vaja-tó partjának megerősítésére és fojtására az önkormányzat és a burgaszi értelmiségiek 5 millió levát különítettek el. A Népegészségügyi Minisztérium ugyanekkora összeget biztosított hozzá, mivel így sikerült csökkenteni a korában a környéket sújtó maláriát.
Az 1950-es évekig a Burgaszi-tó a Mandrenszkói-tóval együtt híres volt halgazdagságáról, és kereskedelmi célokra használták. Bulgária halászati ipara itt fejlődött ki az évszázadok során. A Neftochim olajfinomító építése után a tó erősen szennyezetté vált, és az ökológiai egyensúly felborult, az utóbbi tavat pedig mesterséges víztározóvá alakították. Az utóbbi években, különösen miután a tavakat természetvédelmi területté nyilvánították, a helyzet megváltozott. Ma már ismét lehetséges a halászat a visszatelepített halállománynak köszönhetően.
1989-ben a BirdLife International a környéket fontos madárvédelmi területté minősítette. A tavat 1998-ban felvették a CORINE-listára, 2003-ban pedig a rámszari listára.

## Fordítás
- Ez a szócikk részben vagy egészben  a   Burgas-See című német Wikipédia-szócikk ezen változatának fordításán alapul.  Az eredeti cikk szerkesztőit annak laptörténete sorolja fel. Ez a jelzés csupán a megfogalmazás eredetét és a szerzői jogokat jelzi, nem szolgál a cikkben szereplő információk forrásmegjelöléseként.